# 莫讷泰
莫讷泰（法語：Monnetay，法語發音：[mɔntɛ]）是法国汝拉省的一个市镇，属于隆斯勒索涅区。

## 地理
莫讷泰（46°27'7"N, 5°30'47"E）面积2.46 平方千米，位于法国勃艮第-弗朗什-孔泰大區汝拉省，该省份为法国东部内陆省份，北起上索恩省，西北接科多尔省，西临索恩-卢瓦尔省，南至安省，东与杜省和瑞士接壤。
与莫讷泰接壤的市镇（或旧市镇、城区）包括：瓦卢斯河畔马里尼亚、蒙特勒韦、日尼、楠屈斯、瓦勒叙朗。

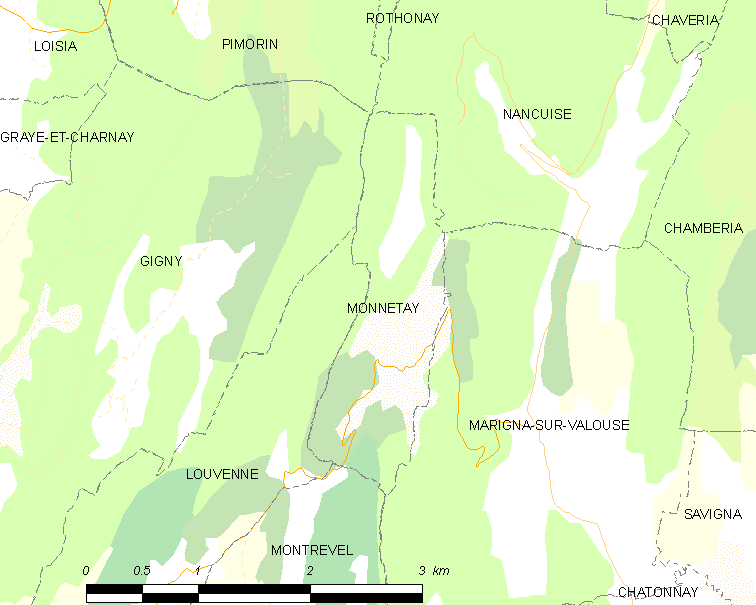
莫讷泰的OSM定位图

莫讷泰的时区为UTC+01:00、UTC+02:00（夏令时）。

## 行政
莫讷泰的邮政编码为39320，INSEE市镇编码为39343。

## 政治
莫讷泰所属的省级选区为圣阿穆尔县。

## 人口

1962-2008年间莫讷泰人口变化图示

莫讷泰于2022年1月1日时的人口数量为16人。